# فيشفاناثان أناند
فِيشْفَانَاثَانْ اَنَانْدْ من مواليد 11 ديسمبر 1969 في تشيناي بالهند لاعب شطرنج هندي، أصبح بطل العالم في ديسمبر عام 2000 (حسب الاتحاد الدولي للشطرنج) بعد أن خسر مباراتين نهائيتين في عام 1995 (ضد غاري كاسباروف) وفي 1998 (ضد أناطولي كاربوف)،  خسر أناند لقبه كبطل للعالم في بطولة العالم للشطرنج سنة 2013 بعد أن لعب مقابلة ضد ماغنوس كارلسن كانت نتيجتها 3.5 مقابل 6.5 لصالح كارلسون.

## المسيرة الرياضية

### الانتصارات في الدوريات الدولية الكبرى
5 مرات

## أحسن تصنيفات الإيلو
بلغ اللاعب الهندي أعلى تصنيف له في شهر مارس 2011 بحصوله على 2817 نقطة.

## روابط خارجية
- فيشفاناثان أناند على موقع الاتحاد الدولي للشطرنج (الإنجليزية)
- فيشفاناثان أناند على موقع مباريات الشطرنج (الإنجليزية)
- فيشفاناثان أناند على موقع 365Chess.com (الإنجليزية)
- فيشفاناثان أناند على موقع Chesstempo.com (الإنجليزية)
- فيشفاناثان أناند سجل أولمبياد الشطرنج على موقع OlimpBase.org (الإنجليزية)